# Põlluküla (Saaremaa)
Põlluküla is een plaats in de Estlandse gemeente Saaremaa, provincie Saaremaa. De plaats heeft de status van dorp (Estisch: küla) en telt 27 inwoners (2021).
Tot in oktober 2017 behoorde Põlluküla tot de gemeente Valjala. In die maand ging de gemeente op in de fusiegemeente Saaremaa.